# Club Sportivo Cienciano
El Cienciano del Cusco és un club peruà de futbol de la ciutat de Cusco.

## Història
Va ser fundat l'any 1901 com a equip del Colegio Nacional Ciencias del Cusco. Primer participà en lligues regionals i l'any 1972 començà a participar en la primera divisió peruana de futbol.
L'estadi del club, anomenat Garcilaso de la Vega en honor de l'escriptor peruà Inca Garcilaso de la Vega, va ser inaugurat el 1950 amb una capacitat per a 30.000 espectadors, que l'any 2004 va ser augmentada fins a 42.000. Paul Cominges fou nomenat entrenador el 2015.

## Palmarès
- Copa Sud-americana:
  - 2003
- Recopa Sud-americana:
  - 2004
- finalista de la Lliga peruana de futbol:[3]

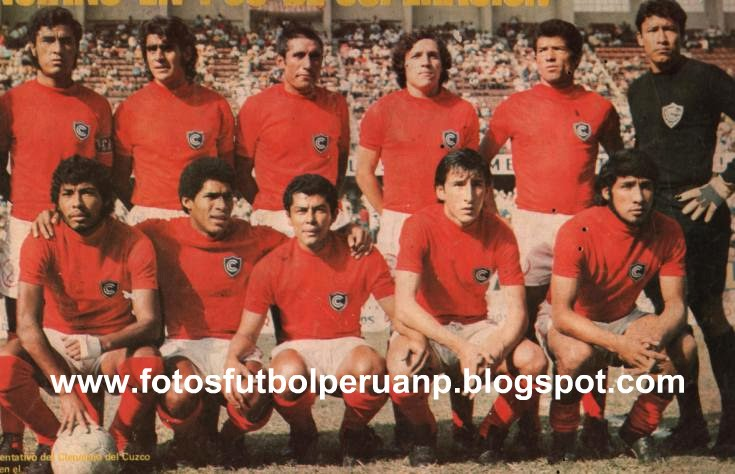
Cienciano el 1973.

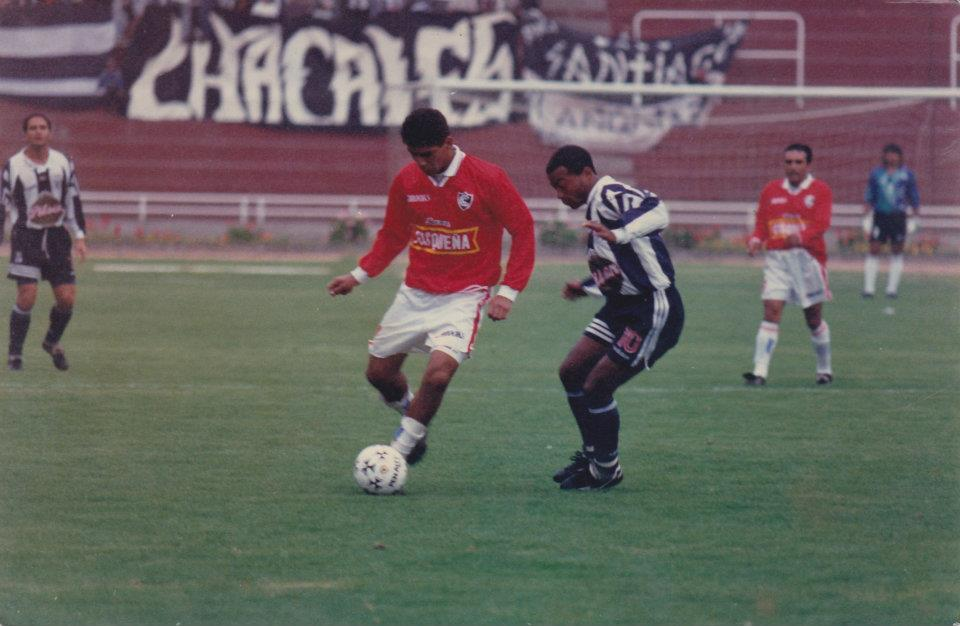
Cienciano vs Alianza Lima el 2001.

  - 2001, 2005, 2006